# 小川伸也
小川 伸也（おがわ しんや、1983年8月16日 - ）は、滋賀県長浜市出身の元プロバスケットボール選手、指導者。ポジションはポイントガード。183cm、78kg。
2007年から2015年までプロ選手として富山と滋賀に所属。引退後は2020年から2022年までB.LEAGUEの京都ハンナリーズヘッドコーチを務めた。2022年からは千葉ジェッツアシスタントコーチ。

## 来歴
11歳の時に長浜小学校でミニバス（長小キング）を始める。長浜市立西中学校を卒業後、洛南高校に進学。2年生時の2000年インターハイで全国デビュー。初戦の高松商業戦ではスタメンとして出場。3回戦で能代工業に敗れる。同年のウィンターカップでは、1回戦で桜井良太擁する四日市工業に敗れる。3年生の時にウィンターカップで3位に輝き、法政大学進学後も活躍。
大学卒業後の2006年に日本リーグ所属の実業団チーム・黒田電気ブリット・スピリッツに入団。
2007年、bjリーグの富山グラウジーズと練習生契約を結び、シーズン開幕直後に選手契約を結ぶ。
2008年、エクスパンション・ドラフトにより故郷で結成された新規チームの滋賀レイクスターズに入団。怪我と闘いながら2015年、有明コロシアムでのbjリーグファイナルズ出場を最後に現役を引退した。
引退後はBリーグ所属チームとなった滋賀でアドバイザリーコーチ、アシスタントコーチを歴任し、2020年、京都ハンナリーズヘッドコーチ就任。2021-22シーズンをもって退任。
2022年、千葉ジェッツアシスタントコーチ就任。
同じ「伸也」の名を持つ辻内伸也は高校の1年先輩であり、竹内兄弟は高校の1年後輩。

## 成績
| シーズン         | チーム | GP | GS | MPG  | FG%  | 3P%  | FT%  | RPG | APG | SPG | BPG | TO  | PPG |
| ---------------- | ------ | -- | -- | ---- | ---- | ---- | ---- | --- | --- | --- | --- | --- | --- |
| bjリーグ 2007-08 | 富山   |    |    |      |      |      |      |     |     |     |     |     | 1.8 |
| bjリーグ 2008-09 | 滋賀   |    |    |      |      | .345 | .800 |     |     |     |     |     | 1.4 |
| bjリーグ 2009-10 | 滋賀   |    |    |      |      |      |      |     |     |     |     |     | 2.4 |
| bjリーグ 2010-11 | 滋賀   |    |    |      |      |      |      |     |     |     |     |     | 4.9 |
| bjリーグ 2011-12 | 滋賀   | 50 |    | 24.9 | .359 | .288 | .850 | 2.6 | 2.8 | 0.8 | 0.2 | 1.0 | 6.8 |
| bjリーグ 2012-13 | 滋賀   | 33 |    | 24.1 | .384 | .409 | .760 | 2.6 | 2.5 | 1.0 | 0.2 | 1.4 | 8.7 |
| bjリーグ 2013-14 | 滋賀   | 7  |    | 23.7 | .375 | .308 | .667 | 2.4 | 2.9 | 0.9 | 0.1 | 0.1 | 3.7 |
| bjリーグ 2014-15 | 滋賀   | 33 | 2  | 6.9  | .316 | .310 | .600 | 0.6 | 0.9 | 0.2 | 0.2 | 0.7 | 1.8 |